# Slaven Tolj
Slaven Tolj  (Dubrovnik, 14. travnja 1964.) hrvatski je vizualni umjetnik rođen 1964. u Dubrovniku. U svojoj umjetnosti koristi se fotografijom, instalacijama, umjetnosti ready-madea i performansa kako bi ukazao na probleme u političkoj, društvenoj i kulturnoj sferi. 

## Životopis
Slaven Tolj je predstavnik nove umjetničke prakse u Hrvatskoj, u koju se ubraja postobjektna umjetnost, performans, akcija, happening, land art, ambijenti, instalacije, novi mediji i drugo.
Diplomirao je na Akademiji likovnih umjetnosti u Sarajevu 1987. godine u klasi profesora Petra Waldega. Osnovao je i dugo godina vodio Art radionicu Lazareti u Dubrovniku u kojoj je organizirao izložbe, performanse, projekcije i umjetničke prezentacije.  
Bio je hrvatski povjerenik za 51. Venecijanski bijenale 2005.
2012. je otišao iz Dubrovnika u Rijeku, gdje je postao ravnatelj Muzeja moderne i suvremene galerije.    

## Radovi
Tolj djeluje u kulturnom polju kroz više funkcija - kao kustos, umjetnik i voditelj umjetničkih radionica. Kroz sve vidove njegovog djelovanja provlači se osviještenost za društvena i politička pitanja, a ključno mjesto u njegovom opusu ima grad Dubrovnik, kojem se uvijek iznova vraća kako bi reagirao na narušavanje njegovih vrijednosti, kako za vrijeme rata tako i u trenutačnoj političkoj klimi. 
U njegovim djelima često se provlači tematika Domovinskog rata, pogotovo blokade Dubrovnika iz 1992. – 1993. Tako u djelu Prekinuta igra (1993) Tolj suprotstavlja dvije fotografije, od kojih jedna prikazuje kapitel pilastra u kojem je među akantusovim lišćem zapela teniska loptica dok druga prikazuje dvoje djece kako se igraju odbijajući lopticu od zida. Ove fotografije, postavljene jedna pored druge, međusobno se nadopunjuju, omogućujući raznolika iščitavanja.
Temom rata bavi se i u svojem djelu za documentu X u Kasselu (1997.), gdje u prostor kupole željezničke postaje postavlja lampe koje su u vrijeme rata zamjenjivale barokne lustere u crkvi sv. Ignacija, a poslije rata odbačene. On izmiješta predmete iz hrvatskog ratnog konteksta te ostavlja trag rata u sasvim drugačijem prostoru. Na ovaj način Tolj je povezao njemačko kulturno središte s dubrovačkim ratnim zbivanjima. 
Propitivanje Domovinskog rata na primjeru Dubrovnika nalazimo i u brojnim drugim djelima. Tako u zagrebačkoj galeriji Zvonimir 1994. izlaže ukrasne svjetiljke koje u božićno vrijeme krase Stradun. Svjetiljke, od kojih mnoge nisu radile, pokazuju stanje tame i propadanja u poslijeratnom gradu. A na izložbi Patriot (2007) sukobljava ratni Dubrovnik sa suvremenim stanjem, izlaganjem fotografija 139 muškaraca koji su poginuli u obrani Dubrovnika. Na ovoj izložbi ukazuje na suživot kulta memorije i komercijalnih sadržaja, s obzirom na to da su ove fotografije uobičajeno dio izložaka Palača Sponza koja služi za razne domjenke i društvena događanja. Izložbu je popratio i performans u kojem je Tolj naizmjenice salutirao raznim povijesnim vojnim pozdravima dok je u pozadini svirala hrvatska himna, aludirajući na arbitrarnost odanosti ovim režimima. 
Osim tematike Domovinskog rata koja se uvijek iznova javlja u njegovim djelima on reagira i na aktualne društvene teme. U performansu Volim Zagreb (2008.) koji je održan u sklopu projekta Operacija:grad, Tolj je šetao sat vremena centrom Zagreba s kacigom na glavi. Performans je bio izveden u čast Tomislava Gotovca i njegovog performansa Zagreb, Volim Te iz 1981. Ujedno se referirao na ubojicu medijskog magnata Ive Pukanića, čiji je lik u to vrijeme bio sveprisutan u medijima. Tolj preuzima ulogu plaćenog ubojice te hodajući maskiran (za razliku od Gotovca koji je gol šetao Ilicom) stvara osjećaj nelagode inherentan suvremenom društvu. 
Iako se njegova umjetnost pretežito bavi društvenim temama, Tolj često te javne teme suočava s privatnom sferom. U svoja djela unosi element vlastitog tijela kako bi razračunao s temama identiteta, prošlosti, ljudske ranjivosti i samoće. On intimno spaja s političkim u svom performansu Hrana za preživljavanje (1993) u kojem sa suprugom Marijom Grazio Tolj maže tijelo smjesom iz limenki humanitarne pomoći te tu smjesu konzumira. Slično razračunavanje s poviješću, kako društvenom tako i individualnom, nalazimo u performansu Priroda i društvo u kojem na glavu postavlja rogove koje je naslijedio od djeda, te lupajući njima o zid pokušavao poništiti njihovu povijest (rogovi su prvotno bili namijenjeni Benitu Mussoliniju).   Arhivirana inačica izvorne stranice od 28. veljače 2009. (Wayback Machine)
Iako je uglavnom u svojim djelima usredotočen na lokalne teme, ponekad proširuje svoje polje djelovanja na regionalno, kao U očekivanju Willyja Brandta (1997) kada naizmjenice ispija mješavinu šljivovice i lozovače pomirujući Sarajevo i Dubrovnik, ili na globalno, kao u performansu Globalisation za galeriju Exit u New Yorku (2001) kada ispijajući američki whiskey i rusku votku pomiruje ta dva konteksta. 
Tolj je 2005. obnašao dužnost hrvatskog izbornika na Venecijanskom bijenalu.  Arhivirana inačica izvorne stranice od 15. lipnja 2008. (Wayback Machine)  Ujedno je voditelj i osnivač Art radionice Lazareti u kojoj organizira izložbe, performanse, projekcije i umjetničke prezentacije. Ističe se i svojim istupima u medijima u kojima se dotiče trenutačne političke i kulturne situacije u Dubrovniku. 

### Samostalne izložbe i akcije
- Izložbeni koncept Buvljak, Galerija Sebastian, Dubrovnik, 2009.
- Retrospektiva bez naziva, Ernst Muzeum, Budimpešta (izložba), 2009.
- Patriot, Galerija Nova, Zagreb, 2007. (izložba i performans),
- 2006. History Started Playing With My Life, Israeli Center for Digital Art, Holon, Izrael,
- Serial Cases_1 Acquaintance, Cake and Coffee, Faculty for Art and Design, Ústí nad Labem, Češka, 2006.,
- 2004.Interrupted games, Galerie für Zeitgenössische Kunst, Leipzig,
- Buđenja u vrtovima sunca 2003.,Galerija Josip Račić, Zagreb),
- Linija (2003., akcija u staroj gradskoj luci, Dubrovnik),
- Bez naziva (2002., Dom umeni, Brno),
- 11.09.2001. (2002., Mala galerija – Moderna galerija, Ljubljana),
- Bez naziva (2000.,Urban Neighbourhoods, Kunstlerhaus, Bremen),
- Kino Jadran (1999., ARL, Galerija Otok, Dubrovnik),
- Bez naziva (1999.,Square-Victims-Heroes-Revolution, Museum; Galerija PM, Zagreb),
- Tak krasno tak pusto (1999., Gallery Mala Špalovka, Prag),
- Četiri i po tone (1998., Muzej suvremene umjetnosti, Zagreb),
- Una Bella Favola (1997., Galerija Dante Marino Cettina, Umag),
- Dva čuda u istom danu (1997., Schrattenberg),
- Bubo-Bubo Maximus (1994.,Galerija Zvonimir, Zagreb; UGD Dubrovnik),
- Bez naziva i bez cilja (1991., Galerija PM, Zagreb).

### Performansi
- Koordinacija (2004., Galerija Otok, Karantena),
- Bez naziva (2003., Brightness/Svjetlina, UGD Moderna galerija, Dubrovnik),
- Lighter (2002., Dom umeni, Brno),
- Bez naziva (2002., Akcija/Frakcija, MM SC, Zagreb),
- Nature & Society/Priroda i društvo (2002., Here Tomorrow, Muzej suvremene umjetnosti, Zagreb),
- Bez naziva (2002., Galerija Kazamat, Osijek),
- 11.09.2001. (2001., Lučarica 8, Dubrovnik),
- Globalizacija (2002., Body and the East, Exit Art, New York),
- Himne (2000., Nogometno igralište, Festival plesa i neverbalnog kazališta, Svetvinčenat),
- Suicide (1998., Via Festival, Pariz,
- Community spirit in action (1997., Public Body/Tjedan performancea "Javno tijelo" – SCCA, Zagreb),
- Bez naziva (U očekivanju Willija Brandta) (1997., Čulhan, Meeting Point – SCCA, Sarajevo),
- For Workers (1994., PAF, Cleveland,
- Park (1994., Community and Art, Lochem),
- Hrana za preživljavanje (1993., MUU-ry Tower of Babel, Helsinki, s Marijom Grazio),
- Bez naziva (1993., Bienal de jovenes creadores de la Europa mediterranea, Valencia),
- Tal (1990., Zvonik – Sponza, ARL, Dubrovnik, s Marijom Grazio),
- Uzlazak (1989., ARL, Dubrovnik, s Marijom Grazio)

## Vanjske poveznice
- Uz izložbeni koncept Buvljak, 2009  Arhivirana inačica izvorne stranice od 7. ožujka 2021. (Wayback Machine)
- Retrospektiva bez naziva, 2009  Arhivirana inačica izvorne stranice od 7. rujna 2009. (Wayback Machine)
- Performans Volim Zagreb, 2008.  Arhivirana inačica izvorne stranice od 7. prosinca 2008. (Wayback Machine)
- O izložbi Patriot, 2007  Arhivirana inačica izvorne stranice od 8. lipnja 2008. (Wayback Machine)
- Šum i subverzija svjetlosne linije, 2003  Arhivirana inačica izvorne stranice od 20. prosinca 2008. (Wayback Machine)

.